# Giulio Polotti
Giulio Cesare Polotti (Milano, 25 luglio 1924 – Milano, 30 marzo 1999) è stato un operaio, sindacalista e politico italiano.

## Biografia
Assunto giovanissimo come operaio alla Pirelli, fu tra gli organizzatori dello sciopero del marzo del 1943, una delle manifestazioni maggiori del dissenso popolare in periodo di guerra, contro il regime fascista e l'occupazione nazista del Nord Italia.
Nel 1945 fu eletto membro della Commissione interna della Pirelli e, al momento della rottura dell'unità sindacale, fu tra i fondatori della U.I.L., nata dalla confluenza delle correnti repubblicane e socialiste autonomiste milanese e nazionale.
Nelle elezioni politiche del 1968 fu eletto deputato nel collegio Milano-Pavia, nelle liste del Partito Socialista Unificato. Nell'ottobre dello stesso anno, a seguito del fallimento della riunificazione del PSI e del PSDI, il partito riassunse la denominazione di Partito Socialista Italiano. Nell'agosto 1970 Giulio Polotti, nel rispetto dell'impegno della incompatibilità tra cariche sindacali e cariche politiche, rinunciò al mandato parlamentare per tornare ad occuparsi dell'U.I.L..; venne sostituito dal deputato Angelo Cucchi.
Nel 1975 venne eletto consigliere comunale a Milano, assessore al Demanio e al patrimonio e poi ai Lavori pubblici. Per una decina d'anni ricoprì durante il mese d'agosto la funzione di delegato del sindaco di Milano: per questo era soprannominato "il sindaco d'agosto".
Bibliofilo, riunì in un'importante raccolta ben 35.000 testi, opuscoli e manifesti, soprattutto incentrati sulla storia del Partito socialista dal suo sorgere agli anni del dopoguerra, che destinò alla Fondazione Anna Kuliscioff, (importante esponente politico femminista e socialista che fu anche compagna di Filippo Turati), da lui fondata e finanziata.
Fu anche presidente della Società per la pace e la giustizia internazionale, organizzazione fondata dal premio Nobel Teodoro Moneta.
Nel maggio 2010 il comune di Milano decise di dedicare a Giulio Polotti i giardini di piazza Aspromonte e nel dicembre dello stesso anno vi venne posta una targa commemorativa.